# 樂善堂梁銶琚書院

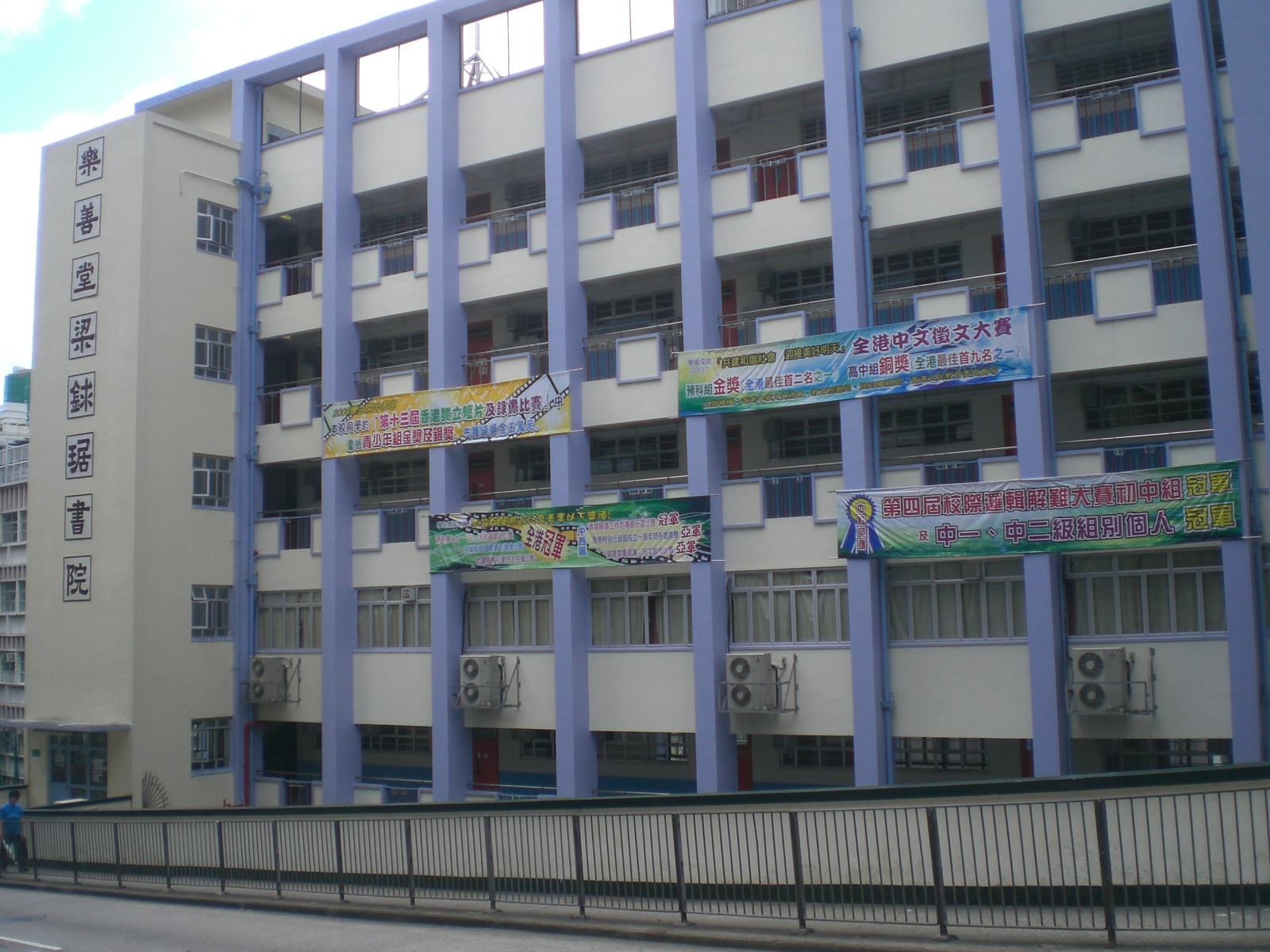
學校外墻上的大外宣橫額

位於新街的後門，鄰近皇后大道西，告示上的文字：
訪客如要進入本校
請使用醫院道入口

樂善堂梁銶琚書院（英語：Lok Sin Tong Leung Kau Kui College），位於香港西營盤醫院道26-28號，是一所津貼中學，教學語言以中文為主，初中各級按班別以英語教授數學科及科學科。辦學機構是九龍樂善堂，由慈善家梁銶琚贊助。

## 歷史
樂善堂梁銶琚書院於1991年9月創校，原名為樂善堂書院。1993年梁銶琚先生慨捐150萬元建校費，故命名為樂善堂梁銶琚書院。原校位於石塘咀山道。而醫院道校址前身為育才小學、梁文燕中學、余道生中學的共用校舍，因此，梁書雖然只有30年歷史，但所用的校舍樓齡卻高達五六十年。 現址為西營盤醫院道28號。

## 學校發展

### 千禧年前
該校在創校初期由於班數急劇增加，導致設施和配套不敷應用。經過數年整頓，學習環境有所改善。學校自1997年起，大刀闊斧進行了近30項教務改革和重整後，學生的公開試成績有所提升，中學會考及格率的三年累積升幅達148%。學校後來繼續進行教務改革，包括科目結構、課程內容、教學模式及課節編制，務求追上區內英文中學水平。

### 千禧年後
原校生在2000年後公開考試的成績頗優秀，當中更有同學在香港高級程度會考考獲三優一良之佳績。在原校精英學生和外校生互相砥礪下，學校學習氣氛良好。學校亦按情況，讓會考成績較佳的學生入讀預科時由理科轉商科，這一政策收買了想“棄理重商”的傳統名校學生前來報讀。當年以嘉諾撒聖心書院、聖類斯中學、聖士提反女子中學的學生為主要預科外校生。
此外，學校有不同的調適課程，協助內地新移民學生提升英語水平，學校每年接收大量內地新移民學生，他們大多就讀中一至中四各級。

### 近年
經過多年改革，校內成績及學生品行有所進步。由於收生水平日漸上升，在2015-16學年開始更增設多科以英語授課的課程，以進一步提升學業水平。在成績方面，學生在香港中學文憑試成績理想，學科成績較同組別學校為佳，而考獲大學入學資格的比率再創新高。
由2010至今，學校多名學生參加「港島區傑出學生選舉」屢獲佳績，成就備受外間肯定。
- 2010年 港島區十大傑出學生(高中組)－李嘉惠
- 2010年 港島區十大傑出學生(初中組)－姜洋航
- 2011年 港島區優秀學生(高中組)－黃皓勤
- 2011年 港島區十大傑出學生(初中組)－張嘉煒
- 2012年 港島區優秀學生(高中組)－梁鴻
- 2012年 港島區優秀學生(初中組)－梁凱琪
- 2013年 港島區優秀學生(高中組)－姜洋航
- 2013年 港島區優秀學生(初中組)－肖椅明
- 2014年 港島區優秀學生(高中組)－張嘉煒
- 2014年 港島區優秀學生(初中組)－龔晓紅
- 2015年 港島區優秀學生(高中組)－車家灝
- 2015年 港島區優秀學生(初中組)－朱晨笛
- 2016年 港島區優秀學生(高中組)－龔曉紅
- 2016年 港島區優秀學生(初中組)－胡泳芝
- 2017年 港島區優秀學生(高中組)－曹小蕾
- 2017年 港島區優秀學生(初中組)－譚詩茵
- 2018年 港島區優秀學生(高中組)－唐宇辰
- 2018年 港島區優秀學生(初中組)－朱加嵐

## 科目

### 語文
- 英國語文（中一至中六）
- 中國語文（中一至中六）
- 普通話（中一至中二）

### 理科
- 數學#（中一至中六）
- 綜合科學#（中一至中三）
- 物理（中四至中六）
- 化學（中四至中六）
- 生物（中四至中六）
- 組合科學（中六）
- 科技與生活(中一至中三)
- 資訊及通訊科技（中四至中六）

#號代表個別班別以英語授課

### 商科
- 經濟（中三至中六）
- 商業（中三）
- 企業、會計與財務概論（中四至中六）
- 旅遊與款待（中四至中六）

### 人文學科
- 通識教育（中三至中六）
- 地理（中一至中六）
- 歷史（中一至中六）
- 中國歷史（中一至中六）

### 其他
- 音樂（中一至中四）
- 視覺藝術（中一至中六）
- 體育（中一至中六）
- 公民教育（中一至中三）
- 戲劇（中一至中二）
- 綜合生活教育（中一至中三）
- 電影藝術（中四）

## 外部連結
https://lih.kg/3159602
22°17′09″N 114°08′45″E / 22.285804°N 114.145839°E